# 1945-ös Vuelta ciclista a España
Az 1945-ös Vuelta a España volt az 5. spanyol körverseny. 1945. május 10-e és május 31-e között rendezték. A verseny össztávja 3803 km volt, és 19 szakaszból állt. Végső győztes a spanyol Delio Rodríguez lett.

## Végeredmény
|    | Versenyző            | Csapat | Idő            |
| -- | -------------------- | ------ | -------------- |
| 1  | Delio Rodríguez      |        | 135 óra 43' 55 |
| 2  | Julián Berrendero    |        | 30' 08         |
| 3  | Juan Gimeno          |        | 37' 18         |
| 4  | Miguel Gual          |        | 49' 53         |
| 5  | Antonio Martin       |        | 1 óra 09' 01   |
| 6  | Joao Rebelo          |        | 1 óra 09' 09   |
| 7  | Diego Chafer         |        | 1 óra 12' 41   |
| 8  | Bernardo Capo        |        | 1 óra 17' 20   |
| 9  | Alejandro Fombellida |        | 1 óra 18' 18   |
| 10 | Pedro Font           |        | 1 óra 20' 21   |